# Blåkullafärderna i Mockfjärd

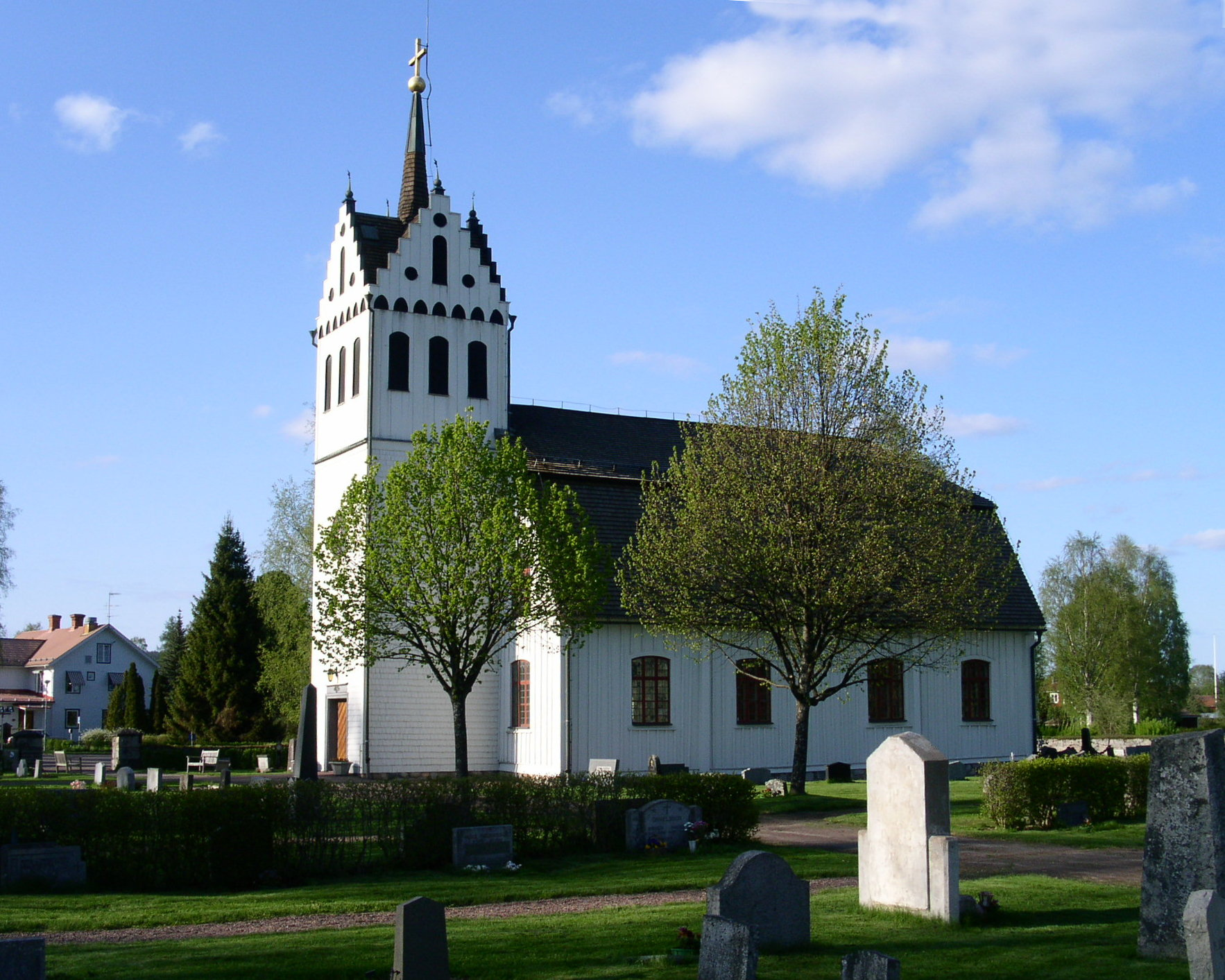
Mockfjärds kyrka

Blåkullafärderna i Mockfjärd är namnet på en hysteri som utspelade sig i Gagnef och Mockfjärd i Dalarna år 1858. Det var det sista utbrottet av häxhysteri i Sverige, men det var ingen häxprocess eller rättslig utredning kring häxeri utan snarare en incident där myndigheterna tvingades ingripa för att stoppa ryktesspridning kring häxeri bland lokalbefolkningen. 
Det utspelade sig långt efter att häxprocesser förklarats olagliga i Sverige, samtidigt som landet under samma decennium även börjat kliva in i industrisamhället. Händelsen uppvisar stora likheter med handlingsförloppet under häxprocessernas tid och illustrerar att föreställningarna om häxor och Blåkulla inte var helt döda ännu vid 1800-talets mitt, trots att de legala förföljelserna av häxeri då sedan länge hade upphört.

## Bakgrund
Det hela utspelade sig i Mockfjärd, kapellförsamling till Gagnef. Detta var en trakt som vid denna tid var präglad av väckelserörelse. Vid denna tid verkade komministern Robert Blumenberg som väckelsepredikant i trakten av Gagnef och Mockfjärd. Hans predikningar och varningar för helvetet som straff för osedligt liv fick många anhängare. Blumenberg hade ett starkt grepp om befolkningen, och han anses ha burit en stor del av ansvaret för hysterin. Den religiösa ivern förorsakade också en viss hysteri och rädsla för Satan. I denna upphetsade stämning hade tron på att häxor rövade bort barn till Blåkulla brutit fram "lik en wådeld" i början av år 1858. Vid denna tid hade häxprocesserna i Sverige upphört sedan över ett sekel tillbaka, och så kallat häxeri hade varit avkriminaliserat sedan 1779. 

## Blåkullahysterin
I början av 1850-talet fick den nyutnämnde kyrkoherden i Gagnefs och Mockfjärds församlingar besök av föräldrar som anmälde att deras barn  blivit förda till satan i Blåkulla av "troll" som bodde i orten. Kyrkoherden lyckades övertyga de flesta om det orimliga i deras tro. Men en av dem, en gammal soldat, var det omöjligt att tala förstånd med. Han vände sig i stället till församlingens nykomne vice komminister Blumenberg.
Den gamle soldatens dotterdotter Anna i Myrholn, åtta år gammal, beskyllde på våren 1858 en grannfru, Mann-Anna, för att vissa torsdagsnätter hade ridit på ett kalvskinn med en annan liten flicka till Blåkulla, eller Josefsdal, som hon också kallade platsen. Där hade hon sett flera kvinnor som bakade kakor, dansade och låg i säng med värden på stället, som hon kallade "Nåsgubben".
Den utpekade kvinnan blev tagen i förhör av komministern. Hon nekade först bestämt till beskyllningarna, men gick sedan i sin ensamhet och grubblade över vad som sagts om henne. Och en tid efteråt kom Mann-Anna till Blumenberg och bekände att hennes mor hade brukat fara till Blåkulla. Hon bad honom svara på om hon ovetandes hade gjort detta, för i så fall kunde hon inte fortsätta ta emot sakramenten.
Vid samma tid började alltfler församlingsbor besöka Blumenberg med sjuka barn som också sade sig ha blivit förda till Blåkulla. Pastor Blumenberg förhörde Anna i Myrholn och "botade" henne från hennes fantasier. Systrarna Silfknapps Kerstin, 11 år, och Silfknapps Anna, 15 år, sade sig också ha blivit Blåkullaförda. Även de blev då botade genom bön och handpåläggning av Blumenberg. Annas ena ben, som var lamt, sades dessutom ha blivit bättre. Säl Per Andersson i Loka i Älvdalen, 10 år, påstod att han, efter att ha överlevt en nära drunkning, fått uppenbarelser och änglavisioner under de på drunkningsolyckan följande sjukdomstillstånden. Föräldrar från Gagnef vallfärdade då till Per för att genom honom få ängelns svar på om deras barn hade förts till Blåkulla. Detta underbyggde hysterin ytterligare.
Församlingsmedlemmar bad nu Blumenberg att omdöpa deras barn, så att de kunde återupptas av Gud och kyrkan efter att ha varit i Blåkulla hos Satan. Han vägrade dock, eftersom detta påminde om baptism.
Själv berättade Blumenberg att "flera av barnen förrådde klen hörsel och ledo av utslag". Han fortsatte: "Måhända skulle en skicklig läkare kunna utröna, om de äro i psykiskt eller fysiskt avseende sjuka eller friska."

## Upplösning
Domkapitlet föranstaltade om förhör för att reda ut orsakerna till hysterin och tillsatte en kommission av präster för att undersöka saken. En kommission av tre Leksandsprostar fick i uppdrag att utreda "blåkullafärderna" och Blumenbergs andel i dem. 
Förhören av församlingen hölls i Mockfjärds kapell. En förteckning som komministern inlämnade på dem som blivit "förde" upptog inte mindre än 123 namn, till största delen på barn under 12 år men även vuxna. En 26 år gammal piga berättade exempelvis att hon varit med om Blåkullafärder ända sedan hon låg i vaggan, och hennes 33-åriga syster sade sig ha blivit förd alltsedan hon var en liten "kulta". "I Blåkulla", berättade hon, "dansade den onde häftigt med mig, och jag hoppade kring honom likt en skata jämfötters."
Systrarna Spegellustigs Anna (26), Spegellustigs Brita (33), Silfknapps Kerstin, 11 år, och Silfknapps Anna, 15 år, samt ett antal pojkar blev alla förhörda om sina blåkullafärder vid tillfället. De vidhöll alla att de hade förts till Blåkulla. De liksom resten av församlingen mottog en straffpredikan om att avhålla sig från vidskepelse.
Även Blumenberg underkastades förhör. Tillfrågad om han trodde på blåkullafärderna svarade Blumenberg att han först hade varit "vacklande", men att han nu inte längre gjorde det. Blumenberg ombads att visa hur han gjorde för att bota de "besatta" barnen, vilket han gjorde "under ett ideligt upprepande av Jesu namn på läsare-maneret". Kommissionen fällde domen att Blumenberg inte uppfyllt kravet på att bekämpa vidskepelse. Ett beslut togs då om att förflytta Blumenberg till annan ort. Församlingen samlades utanför prästgården, där kommissionen höll mötet, och krävde att blåkullafärderna skulle undersökas även i Gagnef. Mockfjärdsborna framställde klagomål över att deras nitiske "ende frälseman", Blumenberg, skulle förflyttas.
Efter förflyttningen av Blumenberg från orten ebbade hysterin ut. Så sent som på 1880-talet uppgav dock en dalkulla från Gagnef, då hon biktade sig vid dopet efter sin konvertering till baptismen, att hon förut brukat föras till Blåkulla med flera andra personer.